# Asociación para la Enseñanza de la Mujer

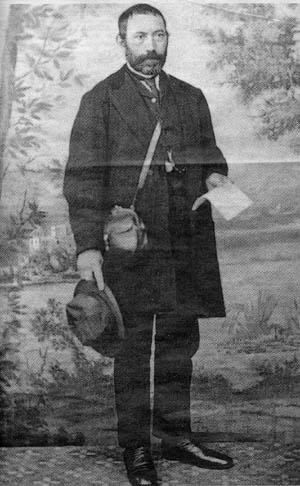
Fernando de Castro Pajares, grundaren av AEM

Asociación para la Enseñanza de la Mujer (AEM) var en spansk kvinnoförening, grundad 1870.  Det var Spaniens första förening för kvinnors rättigheter och startpunkten för den organiserade kvinnorörelsen i Spanien. Den fokuserade främst på kvinnors rätt till utbildning och i förlängningen tillgången till fler yrken.